# Herman de Ranitz
Herman de Ranitz (10 februari 1794, Groningen – 7 augustus 1846, Kreuznach) was een Nederlands burgemeester van Groningen. Hij was de zoon van Sebastiaan Mattheus Sigismund de Ranitz.

## Biografie
De Ranitz promoveerde in 1819 tot het Romeins en hedendaags recht aan de Hogeschool te Groningen. Hierna werd hij lid van de Stedelijke Raad van Groningen. Van 1 juli 1834 tot 5 augustus 1840 was hij lid Provinciale Staten van Groningen. Na dit lidmaatschap was De Ranitz een maand buitengewoon lid Tweede Kamer der Staten-generaal voor de provincie Groningen. Hij vervolgde zijn lidmaatschap van de Provinciale Staten eind 1840, maar dan voor de stad Groningen.
De Ranitz' meest kenmerkende functie was het burgemeesterschap. Dit deed hij tot zijn overlijden op 7 augustus 1846. In de stad Groningen, in de wijk Helpman, bevindt zich de naar hem vernoemde De Ranitzstraat.

## Familie
De Ranitz trouwde op 5 oktober 1832 in Leeuwarden met Maria Elisabeth Crommelin. Ze kregen samen 8 kinderen, onder wie Sebastiaan Mattheus Sigismund de Ranitz, later raadsheer in de Hoge Raad der Nederlanden. De Ranitz' grootvader was ook Tweede Kamerlid.